# Katedrála

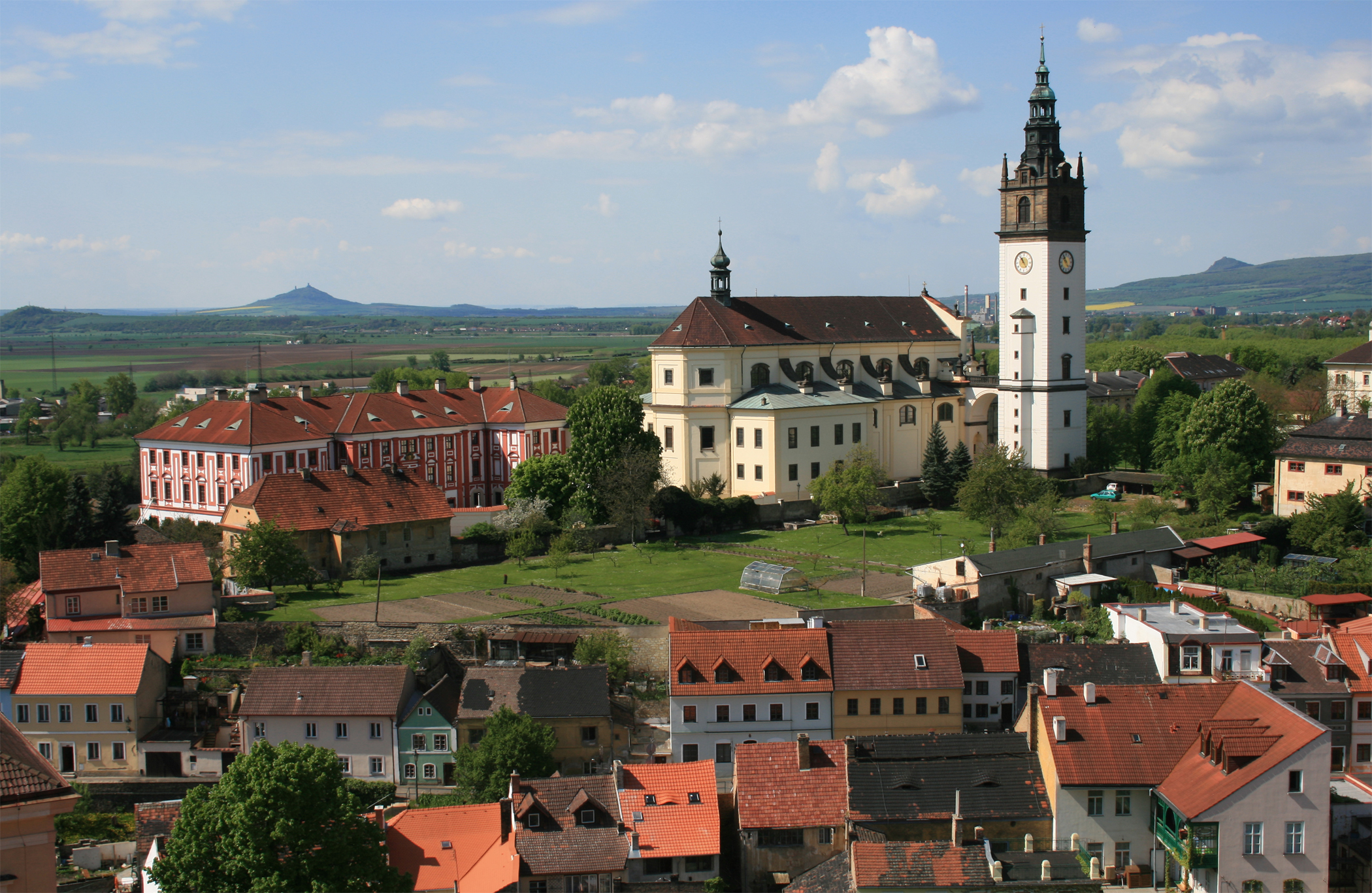
Biskupská rezidence (vlevo) a katedrála sv. Štěpána se zvonicí (napravo) na Dómském pahorku tvoří hlavní dominantu města Litoměřice

Katedrála (z katedra, označení biskupského stolce), též katedrální kostel nebo dóm, je křesťanské označení hlavního kostela diecéze, sídelního kostela biskupa nebo arcibiskupa. Z převažující podoby gotických katedrál se v architektuře užívá označení katedrála či kostel katedrálního typu jako typologický pojem pro velký, tří a vícelodní kostel s transeptem a chórovým ochozem lemovaným kaplemi obklopujícím kněžiště.

## Hlavní kostel diecéze

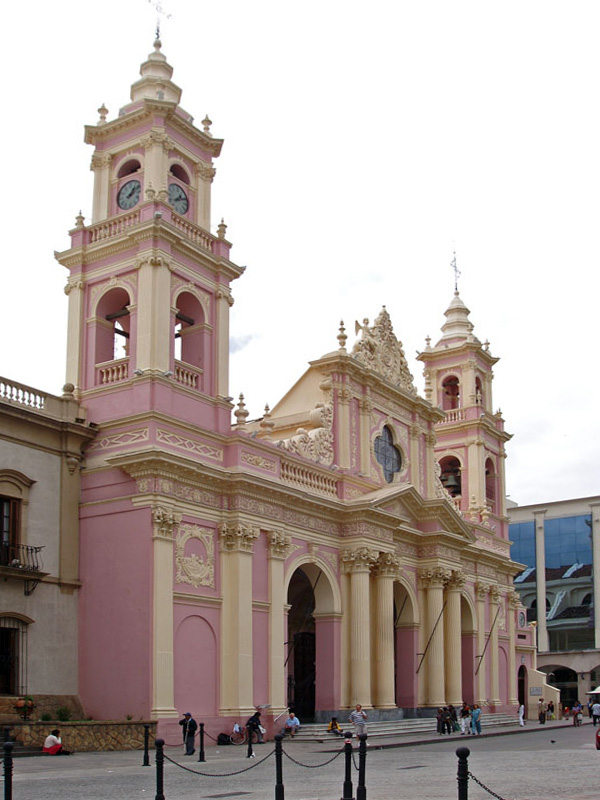
Katedrála v argentinském městě Salta, sídelní kostel stejnojmenné arcidiecéze

Hlavní kostel diecéze, respektive sídelní kostel biskupa či arcibiskupa. Používá se v rámci římskokatolické církve, východní katolické církve, starokatolické církve, anglikánské církve, pravoslavné církve a některých protestantských. Má-li biskup dva sídelní kostely, označuje se druhý jako konkatedrála (konkatedrální kostel).
Přestože katedrála může být nejvýstavnějším a majestátním kostelem v diecézi (či v zemi), zejména v období středověku a renesance, nebylo to nikdy nezbytnou podmínkou a (obzvláště v současné době, kdy často převažuje funkčnost nad velkolepostí) katedrální kostel může mít i skromnou budovu. Katedrály mohly být založeny přímo, nebo byly původně farními nebo klášterními kostely, které byly povýšeny na katedrálu. Katedrály se ve středověku stavěly jako drahé projekty a někdy místní obyvatelstvo dokonce bránilo jejich výstavbě ze strachu z neúměrného finančního (daňového) zatížení.

## Architektonický typ

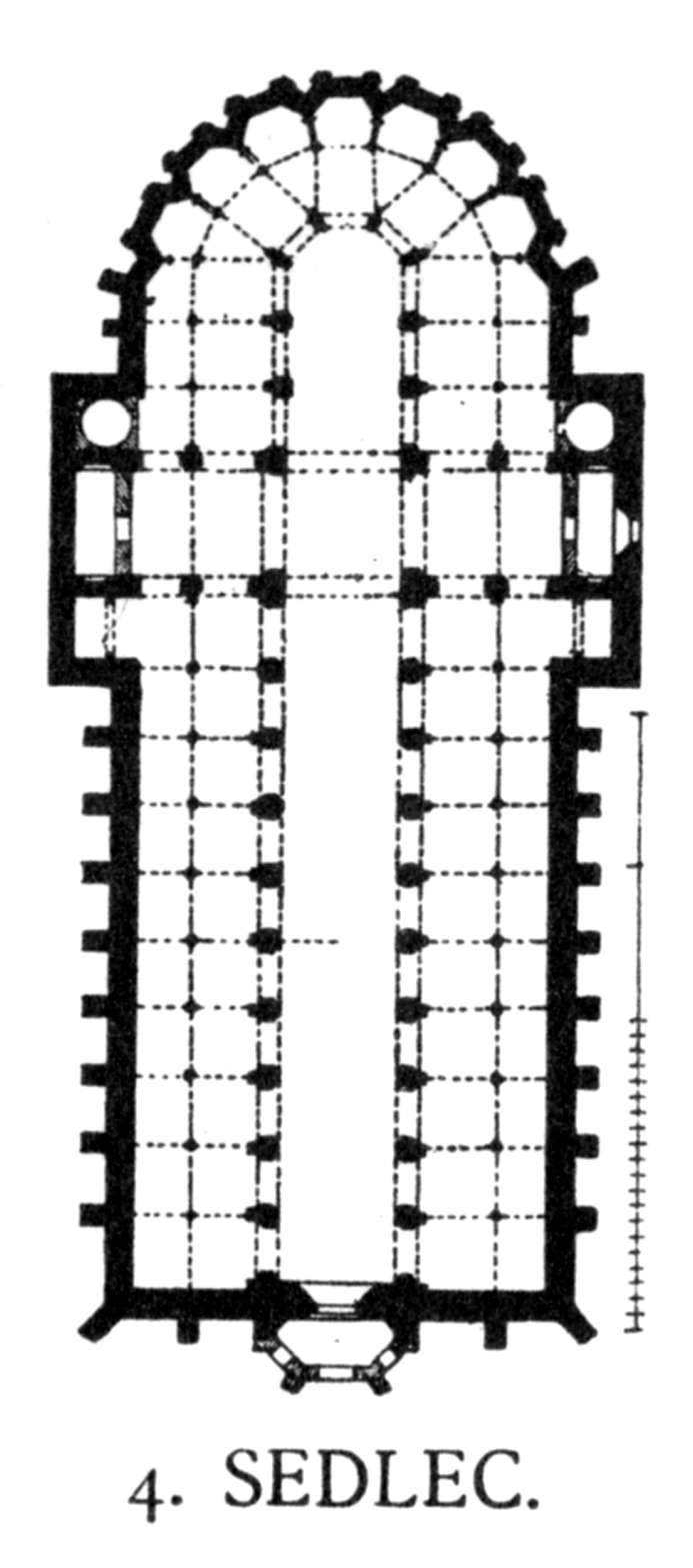
Katedrální dispozice klášterního kostela v Sedlci u Kutné Hory

V architektuře termín kostel katedrálního typu, zkráceně katedrála, označuje typ vícelodního kostela, zpravidla trojlodí či pětilodí, na jehož boční lodě navazuje oblouk chórového ochozu s věncem kaplí. Ochoz umožňuje poutníkům a dalším věřícím obcházet chór s oltářem a navštěvovat věncové kaple, a to i během bohoslužby u hlavního oltáře.
Často se používá pojem gotická katedrála, protože v období gotiky se stal oblíbeným typem výstavných kostelů v sídelních městech biskupů ve Francii i jinde v Západní Evropě. Jejich původním vzorem byla královská klášterní bazilika Saint-Denis u Paříže z 1. poloviny 12. století, jejímž ideový tvůrcem byl opat Suger.
Vedle kostelů biskupa či arcibiskupa se lze s tímto stavebním typem setkat i u klášterních kostelů, například u benediktinů či cisterciáků. Příkladem je zmíněný kostel benediktinského opatství sv. Diviše (Saint Denis). V Čechách jsou kostely katedrálního typu vzácné, je to především novogoticky dostavěný pražský chrám sv. Víta, z cisterciáckých staveb to je kostel sedleckého kláštera v Kutné Hoře, znovupostavený ve stylu barokní gotiky, a nedochovaný kostel Panny Marie na Zbraslavi (stával na místě současného zámeckého parku). Katedrálního typu jsou dále kostel sv. Bartoloměje v Kolíně a chrám sv. Barbory v Kutné Hoře, které nejsou biskupským ani klášterním kostelem.

## Původ slova
Slovo katedrála má původ v řeckém podstatném jméně καθέδρα (katedra), které se překládá jako stolice, trůn nebo křeslo. V katedrále označuje biskupský stolec, na který usedá biskup nebo arcibiskup. Katedra je symbolem biskupské autority v rámci diecéze, jeho role učitele a vykonavatele jurisdikce. Sídelní kostely biskupů s biskupskou katedrou se v latině označovaly ecclesia cathedralis, katedrální kostel, slovo katedrála pak bylo odvozeno z latinského přídavného jména.
Jeden z nejstarších případů použití termínu ecclesia cathedralis je v zápisech městské rady v Tarragoně z roku 516. Jiné jméno pro katedrální kostel je ecclesia mater, který označuje mateřský kostel, ze kterého byly zřizovány další kongregace. Jako důležitý kostel je označován také jako ecclesia major (větší). Jako hlavní dům Boží je v latině označován jako Domus Domini, kde slova domus (dům) a Dominus (Pán) vycházejí ze společného základu. Z těchto latinských kořenů vychází německé slovo pro katedrálu, Dom (Domherr je německy kanovník), stejně jako italské Duomo. Ve Štrasburku a na dalších místech v Německu a Anglii je katedrála nazývána Münster (německy), resp. minster (anglicky). Toto slovo vzniklo z latinského monasterium (klášter), protože některé katedrály byly spravovány kanovnickou kapitulou.

## Katedrály v Česku
| Římskokatolická církev | Římskokatolická církev                              | Římskokatolická církev                                      |
| Fotografie             | Název                                               | Umístění                                                    |
| ---------------------- | --------------------------------------------------- | ----------------------------------------------------------- |
|                        | Katedrála svatého Víta, Václava a Vojtěcha v Praze  | arcidiecéze pražská                                         |
|                        | Katedrála svatého Mikuláše v Českých Budějovicích   | diecéze českobudějovická                                    |
|                        | Katedrála svatého Ducha v Hradci Králové            | diecéze královéhradecká                                     |
|                        | Katedrála svatého Štěpána v Litoměřicích            | diecéze litoměřická                                         |
|                        | Katedrála svatého Bartoloměje                       | diecéze plzeňská                                            |
|                        | Katedrála svatého Václava v Olomouci                | arcidiecéze olomoucká                                       |
|                        | Katedrála svatého Petra a Pavla v Brně              | diecéze brněnská                                            |
|                        | Katedrála Božského Spasitele v Ostravě              | diecéze ostravsko-opavská                                   |
|                        | Konkatedrála Nanebevzetí Panny Marie v Opavě        | diecéze ostravsko-opavská                                   |
| Řeckokatolická církev  |                                                     |                                                             |
|                        | Chrám svatého Klimenta v Praze-Novém Městě          | apoštolský exarchát řeckokatolické církve v České republice |
| Pravoslavná církev     |                                                     |                                                             |
|                        | Chrám svatých Cyrila a Metoděje v Praze-Novém Městě | eparchie pražská                                            |
|                        | Chrám svatého Gorazda v Olomouci                    | eparchie olomoucko-brněnská                                 |
|                        | Chrám svatého Ducha v Šumperku                      | eparchie olomoucko-brněnská                                 |
|                        | Chrám svatého Václava v Brně                        | eparchie olomoucko-brněnská                                 |
| Starokatolická církev  |                                                     |                                                             |
|                        | Katedrální chrám svatého Vavřince                   | v Praze                                                     |
|                        | Konkatedrální chrám Proměnění Páně                  | ve Varnsdorfu                                               |